# Cylindrepomus ledus
Cylindrepomus ledus är en skalbaggsart som beskrevs av Dillon 1948. Cylindrepomus ledus ingår i släktet Cylindrepomus och familjen långhorningar. Inga underarter finns listade i Catalogue of Life.